# Rådshenstilling (EU)
En rådshenstilling fra Rådet i Den Europæiske Union i henhold til artikel 288 i [traktaten om Den Europæiske Unions funktionsmåde  ] (tidligere artikel 249 i TEF ) er en af to slags ikke- juridiske bindende retsakter, der er citeret i Rom-traktaten.
Rådshenstillinger er uden retskraft, men forhandles og afstemmes efter den relevante procedure . Anbefalinger adskiller sig fra regler, direktiver og beslutninger, da de ikke er bindende for medlemsstaterne. Selvom de ikke har juridisk styrke, har de en politisk vægt. Henstillingen er et instrument til indirekte aktioner, der sigter mod at udarbejde lovgivning i medlemsstaterne, og adskiller sig kun fra direktivet, da der ikke er obligatorisk beføjelse.
I henhold til vilkårene i traktaten om Den Europæiske Union "For at sikre, at fællesmarkedet fungerer tilfredsstillende, udvikler Kommissionen (...) henstillinger eller afgiver udtalelser om spørgsmål, der er behandlet i denne traktat, hvis den udtrykkeligt giver det, eller hvis Kommissionen finder det nødvendigt. "
Kommissionen kan bruge rådshenstillinger til at fjerne konkurrencebarrierer forårsaget af oprettelse eller ændring af en medlemsstats interne normer. Hvis et land ikke overholder en henstilling, kan Kommissionen ikke foreslå vedtagelse af et direktiv rettet mod andre medlemslande for at fjerne denne forvridning.